# Prima la musica e poi le parole
Prima la musica e poi le parole (Först musiken och sedan orden) är en opera (melodramma giocoso) i en akt med musik av Antonio Salieri och libretto av Giovanni Battista Casti. 

## Historia
Operan var ett beställningsverk från kejsare Josef II till samma fest på Schönbrunn där också Mozarts Der Schauspieldirektor uppfördes den 7 februari 1786.
Svensk premiär den 19 juli 1975 på Drottningholms slottsteater.

## Personer
- Eleonora (sopran)
- Kompositören (bas)
- Poeten (bas)
- Tonina (sopran)

## Handling
En greve har beställt en opera som han vill ha uppförd vid en fest i sitt hus. Kompositören har redan ett partitur färdigt som hovpoeten skall sätta text till, men för att tillmötesgå de båda sångerskornas specielle önskemål måste musiken anpassas så att allt går ihop till slut.